# Karel z Évreux
Karel z Évreux (francouzsky Charles d'Évreux, 1305 – 5. září 1336) byl hrabě z Évreux a Étampes, vnuk francouzského krále Filipa III.

## Život
Narodil se jako jeden ze dvou synů Ludvíka z Évreux a Markéty, dcery Filipa z Artois. Od otce obdržel hrabství Étampes a po smrti krále Karla IV. se stal zastáncem kandidatury Filipa z Valois na francouzský trůn.
Roku 1335 se v Poissy oženil s Marií, dcerou Ferdinanda de la Cerda. Zemřel již následujícího roku a zanechal po sobě dva syny. Byl pohřben v pařížském klášteře menších bratří, který podlehl požáru roku 1580. Jeho náhrobek je nyní v bazilice Saint-Denis.